# Cyprotérone
La cyprotérone (6-chloro-17-acetoxy-1,-2-methyl-enepregna-4,6-diene-3,20-dione) est un stéroïde antiandrogène et antigonadotrope de synthèse, dérivé de la progestérone, commercialisé en France par Bayer depuis les années 1980, sous forme acétylée, soit seul sous le nom d'Androcur, soit combiné à l'éthinylestradiol sous les noms de Diane-35, Lumalia, Evepar, Holgyème et Minerva ou au valérate d'estradiol sous le nom de Climène. L'Androcur, qui bloque l'activité des hormones mâles, a été massivement prescrit principalement à des femmes contre l'endométriose, l'acné ou comme moyen de contraception, bien que depuis 2004 on suspectait qu'il puisse provoquer des tumeurs au cerveau (méningiomes intracrâniens) chez certaines patientes, risque formellement confirmé en 2014, qui augmente avec la dose et la durée du traitement. En 2018, la France constituait 60 % du marché européen de ce médicament (aussi alors distribué au Royaume-Uni, en Italie, en Espagne et en Allemagne).
En 2019, après qu'une étude ait confirmé le risque de méningiome en cas d’utilisation de ce médicament (« risque est multiplié par 7 au-delà de 6 mois d’utilisation d’une dose moyenne supérieure ou égale à 25 mg par jour. Il est multiplié par 20 au-delà d’une dose cumulée de 60 g, soit environ 5 ans de traitement à 50 mg par jour ou 10 ans à 25 mg par jour », l'Agence française du médicament a proscrit ses usages contre l'acné, la séborrhée et l'hirsutisme modéré ; ajoutant que « les utilisations chez l'enfant et chez la femme ménopausée ne sont pas recommandées ». Mi février 2020, l'Agence européenne du médicament, alertée par la France, a aussi mis à jour ses recommandations afin de réduire les usages de ce médicament.

## Mode d'action
La cyprotérone est un progestatif synthétique à activité antiandrogène, dérivé de la 17-alpha-hydroxy progestérone qui exerce son activité antiandrogène par inhibition compétitive de la liaison de la 5-alpha-dihydro testostérone à son récepteur cytosolique dans les cellules cibles.
- Chez l'homme, l'acétate de cyprotérone bloque l'action des androgènes sécrétés par les testicules et les cortico-surrénales sur les organes cibles androgénodépendants tels que la prostate par effet inhibiteur central. Cet effet antigonadotrope entraîne une réduction de la synthèse de la testostérone par les testicules et donc du taux de testostérone sanguin (testostéronémie)[4].
- Chez la femme, l'action progestative s'exerce au niveau des récepteurs mammaires et endométriaux. L'acétate de cyprotérone possède également une importante action antigonadotrope[4].

## Indications
La cyprotérone a en France une autorisation de mise sur le marché (AMM) pour les indications suivantes : hirsutisme sévère chez la femme, traitement palliatif dans certains cancers de la prostate,, traitement de formes d'hypersexualités déviantes,, et traitement chimio-psychiatriques de la paraphilie, (100 mg/j) en complément d'une prise en charge psychothérapeutique (« castration chimique »)chez l'homme (dont chez des personnes pédophiles), promu pour cet usage dans les années 1970 par M.H Briggs dans un exposé « Pharmacologie de la cyprotérone et des composés apparentés » lors d'un Symposium sur le comportement sexuel et les antiandrogènes (publié par Schering Chemicals), comme alternative à la castration chirurgicale des violeurs et utilisé comme tel depuis.
En association avec l'éthinylestradiol, elle constituait la pilule de 5e génération, suspendue par l'ANSM en 2013 pour ses effets secondaires, mais réintroduite en 2014 comme traitement antiacnéique, une indication qu'elle avait aussi depuis les années 1970.
Cette substance est plus prescrite en France que dans n'importe lequel des pays voisins ; 89 000 femmes françaises se la sont vu prescrire en 2017, et de nombreux usages hors AMM ont eu lieu en raison de son absence de contre-indications cardio-vasculaires, selon une représentante du syndicat des obstétriciens et gynécologues de France (Syngof), et notamment, chez la femme, comme traitement de l'endométriose. Elle a été très utilisée pour certains signes modérés d'androgénie comme la pilosité abondante ou l'alopécie (chute des cheveux).
Ce médicament a aussi été utilisé pour retarder la puberté précoce, et comme traitement hormonal de substitution, pour les personnes transgenre souhaitant une hormonothérapie, ou pour une simple acné ; et en raison de son effet de délétion de la spermatogenèse, il a été proposé (à faible dose, et associé à l'énanthate de testostérone), comme contraceptif masculin.
Il est aussi utilisé, depuis les années 1980 au moins, contre certains types de cancer de la prostate,. Il peut être prescrit à des personnes transgenres (pour atténuer la production d'hormones mâles dans le cadre de leur parcours de transition).
Il existe aussi en dosage de 100 mg, alors prescrit à certains agresseurs sexuels comme traitement de "castration chimique", contre les récidives, "en association avec une prise en charge psychothérapeutique", selon l'ANSM.

## Effets secondaires
La pilule de 5e génération a été suspendue en 2013 en raison de cas d'embolies cérébrales ou pulmonaires.
De 2004 à 2008, on soupçonne l'implication de ce médicament dans la survenue de méningiomes, tumeurs du cerveau généralement bénignes, mais dans ce cas semblant plus agressives (Sébastien Froelich, neurochirugien de l'hôpital Lariboisière alerte en 2008 après avoir « vu en consultation deux patientes sous Androcur atteintes de méningiomes multiples, dont l'une était sur le point de devenir aveugle » et alors que la tumeur d'une autre patiente, a priori inopérable, s'est mise à régresser après l'arrêt d'un traitement par l'androcur. En 2009, la France saisit l'Agence européenne du médicament, qui impose à Bayer de modifier la notice du médicament pour préciser que "des cas de méningiomes ont été rapportés lors d'utilisations prolongées (plusieurs années)". Selon lejournal l'Express, une enquête de pharmacoviligance est mise en place en France, pour être ensuite stoppée, faute de résultats clairs. Sébastien Froelich persévère cependant en créant un groupe de travail sur le sujet à l'Hôpital Lariboisière. En 2015, avec une de ses patientes qui est également médecin, il demande à l'Assurance-maladie de réévaluer ce risque via ses bases de données et sur la base de cette réévaluation les autorités sanitaires françaises relancent une procédure d'évaluation des risques liés à l'Androcur.
En 2011, le laboratoire Bayer modifie la notice de l'Androcur pour signaler un risque accru de méningiome.
En 2014, le lien entre cyprotérone et méningiomes est formellement confirmé par une étude européenne. Et une étude de 2018 conclut qu'un traitement de six mois (3 g) multiplie par sept le risque de survenue de méningiomes. Ce risque est multiplié par vingt si le traitement dépasse 60 g. L'arrêt du traitement permet leur régression,. Le risque est multiplié par vingt si le médicament a été utilisé plus de cinq ans.
Et « 89 000 femmes ont fait l'objet d'au moins une prescription [d'Androcur] en 2017 » en France. En 9 ans, de 2006 à 2015, plus de 500 femmes en France ont du subir une intervention chirurgicale liée à l'un des d'effets secondaires attribuables à l'Androcur, mais ce chiffre est inférieur à celui du nombre des tumeurs, car les médecins ne retirent pas toutes les tumeurs (qui régressent souvent spontanément après l'arrêt du traitement) et que d'autres passent longtemps inaperçues.

## Inducteur de tumeur
Les tests classiques de mutagénicité (Test d'Ames, test HPRT) ou cancérogénicité sont négatifs, et la molécule n'induit pas de dégâts sur le chromosome pour des concentrations de 25 à 150 mg/ml testéees sur des cultures de lymphocytes humains par Reimann et al. en 1996. Mais dès sa mise sur le marché, on sait qu'à haute dose, le cyprotérone induit des tumeurs du foie chez les rats, femelles en particulier.
En 2001, dans la revue Pharmacology & Toxicology, un article du pharmacochimiste allemand Peter Kasper, du Département de pharmacologie expérimentale et de toxicol, au Federal Institute for Drugs and Medical Devices de Bonn, porte sur la question suivante : sous forme d'acétate, le Cyproterone devrait-il être considéré comme génotoxique et cancérogène ? 
Les tests de routine de génotoxicité ne laissent pas penser que cette molécule soit génotoxique, pourtant elle est efficacement utilisée comme telle, in vivo et in vitro, avec une efficacité dose-dépendante, depuis des années par l'expérimentation animale, en laboratoire, comme inducteur de tumeurs du foie (tumeurs qui n'apparaissent dans ce cas principalemnet chez les rats femelles qui s'y montrent beaucoup plus sensibles). Ces tumeurs ont d'abord été supposées induites par une forte activité hépato-mitogène de la molécule, mais on a ensuite montré que l’acétate de cyprotérone est activé spécifiquement chez la femelle du Rat par un ou des intermédiaire(s) endommageant l’ADN de cellules du foie, entraînant la production d’adduits à l’ADN (démontrée au moins depuis 1993), suivie d'une induction de la réparation de l’ADN,, marquée par une hausse du nombre de micronoyaux et de mutations génétiques. P Kasper note qu' in vitro, dans des cultures primaires d’hépatocytes humains, cette molécule induit aussi des adduits à l’ADN. Les cellules hépatiques humaines ont donc aussi « la capacité d’activer l’acétate de cyprotérone en intermédiaires génotoxiques ». Mais les données précliniques issue d'une revue d'études disonibles suggère que « l’induction de tumeurs hépatiques chez les rats femelles dépend très probablement à la fois d’effets génotoxiques et mitogènes, ce qui suggérerait un mode d’action non linéaire en ce qui concerne la formation de tumeurs. À l’exception de la formation d’adduits à l’ADN, tous les autres effets indésirables induits par l’acétate de cyprotérone dans le foie de rat, y compris les mutations génétiques et les tumeurs hépatiques, ne peuvent être détectés qu’à des doses très élevées. Par conséquent, une estimation du risque de cancer basée sur une simple extrapolation linéaire des conditions d’exposition à forte dose aux conditions d’exposition faible d’utilisation clinique recommandée serait discutable. Les données humaines provenant d’études pharmacoépidémiologiques qui ont spécifiquement abordé la question du risque possible de cancer du foie chez les patients traités par l’acétate de cyprotérone soutiennent en principe cette interprétation. En accord avec ces considérations, les autorités réglementaires de l’Union européenne sont parvenues à la conclusion commune qu’un risque possible de cancer associé à l’utilisation clinique de l’acétate de cyprotérone, le cas échéant, semble faible et que les rapports bénéfices-risques pour les indications actuellement autorisées restent favorables ».

## Mesures de restrictions et d'information aux patient(e)s
En 2018, en France, la ministre de la Santé conseille aux femmes sous traitement de consulter leur médecin, en précisant qu'il n'y a pas d'urgence, que le méningiome n'est pas un cancer et que « ce n'est pas un scandale sanitaire ». Néanmoins, si le méningiome est effectivement habituellement bénin, « les méningiomes liés à l’acétate de cyprotérone sont souvent multiples et peuvent, en grossissant, être à l'origine d'un déficit fonctionnel important, de symptômes sévères comme des troubles visuels », alertait Sébastien Froelich (neurochirurgien à Lariboisière) dans Le Quotidien du médecin.
En 2019, l'Agence du médicament et l'Assurance-maladie adressent des courriers à 80 000 patientes et à 30 000 médecins libéraux pour les informer du risque et afin qu'ils évaluent l'opportunité d'une imagerie par résonance magnétique (IRM). L'Agence précise que les spécialités d’acétate de cyprotérone dosées à 50 ou 100 mg ne sont pas recommandées chez l’enfant et la femme ménopausée, et que les indications hors AMM telles que notamment l’acné, la séborrhée et l’hirsutisme modéré sont à proscrire.
- La posologie minimale efficace doit être utilisée.
- Les utilisations prolongées et à fortes doses sont à proscrire.
- L’acétate de cyprotérone ayant des propriétés contraceptives, des méthodes contraceptives efficaces doivent être utilisées en cas d’arrêt du traitement, y compris en cas d’une interruption ponctuelle (non délivrance en pharmacie en l’absence d’une copie de l’attestation d’information signée
- le médecin doit prescrire une IRM cérébrale en début de traitement (pour vérifier l’absence de méningiome) et pour les patients déjà en cours de traitement par acétate de cyprotérone, il doit « réévaluer le bienfondé de la poursuite du traitement et envisager un contrôle par IRM cérébrale » puis réévaluer chaque année la prescription en tenant compte du rapport bénéfice/risque individuel ; et « prescrire une IRM au plus tard 5 ans après la première IRM puis tous les 2 ans si I'IRM à 5 ans est normale et ce, tant que le traitement est maintenu ».

## Scandale sanitaire? Action en justice
La France est le pays européen largement le plus concerné par cette molécule (ce pays consituait en 2018 60% du marché européen de ce médicament, aussi alors commercialisé au Royaume-Uni, en Italie, en Espagne et en Allemagne).
En 2018, le 6 septembre, l'Agence nationale de la sécurité du médicament (ANSM) s'interroge sur les risques posés par l'Androcur, en particulier sur le risque de tumeur, qui était connu des chercheurs, mais qui les surprend maintenant par son ampleur statistique, confirmée en France par une étude conjointe de l'Assurance maladie et de l'hôpital Lariboisière. Pour Jean-Michel Race (endocrinologue à l'ANSM), « cela constitue un fait nouveau qu'il faut prendre en compte dans l'évaluation du rapport bénéfice/risque de ce produit », néanmoins, l'agence ne juge pas nécessaire de retirer l'Androcur du marché. "Il a des bénéfices dans les indications qui sont les siennes", notait Jean-Michel Race de l'ANSM, mais la France demandera à l'Europe de "repréciser" les indications, posologies et durées d'usage de ce médicament (et de ses génériques) pour les recentrer sur ses usages utiles. En octobre, l'Agence alerte les professionnels de santé et fait de nouvelles recommandations.
En 2019 (02/07/2019, puis mise à jour le 01/12/2022), en moins d'un an, les ventes d’Androcur et de ses génériques ont chuté de près de 50 %, mais cette évolution doit se poursuivre, insiste l’ANSM, qui engage le corps médical à renforcer « l’information et la surveillance des patients lors de la prescription et de la dispensation de ces traitements », « suite aux nouvelles données qui confirment que l’acétate de cyprotérone dosé à 50 ou 100 mg favorise le développement de méningiomes, particulièrement s’il est prescrit à forte dose et pendant une longue durée », l'Agence ouvre un numéro vert et ré-alerte les dermatologues, endocrinologues, gynécologues, médecins généralistes, médecins pénitenciers, oncologues, pédiatres, psychiatres, urologues, pharmaciens d’officine et hospitaliers quant à une nouvelle mise à jour des conditions de prescription et de délivrance des spécialités à base d’acétate de cyprotérone dosées à 50 ou 100 mg (Androcur et ses génériques). L'Agence confirme à cette occasion que « d’autres données montrent que dans de nombreux cas les méningiomes liés à la prise d’acétate de cyprotérone peuvent régresser à l’arrêt du traitement ». Désormais, le médecin doit remettre deux documents à ses patients traités par acétate de cyprotérone 50 ou 100 mg :
1. un document d’information[36] ;
2. une attestation annuelle d’information, à faire signer par le patient et par le prescripteur avant toute nouvelle prescription d’Androcur et ses génériques. Cette attestation est valide un an ; poursuivre le traitement ensuite implique une nouvelle co-signature d’une nouvelle attestation ; et le patient devra présenter une copie de cette attestation signée au pharmacien avant toute délivrance du médicament[36] :

- à compter du 1er juillet 2019 pour toutes les initiations de traitement,
- dès que possible et au plus tard le 1er janvier 2020 pour les patients en cours de traitement.
Si un méningiome est découvert chez un(e) patient(e) sous traitement : 
- le traitement doit être arrêté définitivement,
- un avis neurochirurgical est recommandé,
- les méningiomes sous acétate de cyprotérone régressant ou se stabilisant après arrêt du traitement dans de nombreux cas, une approche conservatrice est souvent possible. Celle-ci devra être discutée avec le neurochirurgien.
Pour les patients ayant arrêté le traitement, le médecin devra réaliser un examen clinique et juger de l’opportunité de prescrire une IRM de contrôle.
En 2020, le 14 février, l’Agence européenne des médicaments (EMA) émet à son tour une série de recommandations pour limiter son utilisation. Désormais, il ne doit être utilisé en Europe que contre l’hirsutisme sévère où là où les autres traitements ont échoué, et dans le traitement du cancer de la prostate. Il est proscrit (même à faible dose) si le patient a des antécédents de méningiome.
En juin 2020, malgré l'opposition de Bayer qui plaide la prescription, la cour d'appel de Poitiers confirme la désignation d'un collège d'experts pour déterminer si les tumeurs au cerveau affectant une patiente sont liées ou non à la prise d'Androcur. La décision rendue par la cour d'appel ouvre la possibilité de rechercher la responsabilité tant du producteur (Bayer) que de l'ANSM, voire du médecin prescripteur ou du pharmacien dispensateur. Le 2 juin 2025, la 1e chambre civile du tribunal judiciaire de Poitiers condamne trois grands laboratoires pharmaceutiques  à verser plus de 300.000 euros à la patiente pour défaut d'information. Le médecin traitant et le pharmacien sont aussi condamnés pour respectivement 2% et 1 % du total. 
En 2024, deux requêtes administratives sont déposées contre l'Agence nationale de sécurité du médicament (ANSM) devant le tribunal administratif de Montreuil (Seine-Saint-Denis), et en novembre, la conclusion d'une enquête journalistique présentée par la cellule investigation de Radio France parle de scandale, en raison du fait que les alertes émises dès 2004, n'ont pas suscité de réaction appropriées de la part des autorités sanitaires ni du laboratoire Bayer. 
Le 5 novembre 2024, l’association Amavea (crée en janvier 2019 pour représenter les victimes de l’Androcur et d’autres traitements hormonaux) porte plainte contre X pour administration de substance nuisible et mise en danger de la vie d’autrui, estimant que « compte tenu des abondantes données acquises de la science relatives à [l’] Androcur et de la gravité de ses effets indésirables, il est acquis que la réaction en France a tardé, tant sur l’information que sur la mise en place d’un plan de gestion du risque ».